# (2145) Blaauw
(2145) Blaauw ist ein Asteroid des äußeren Hauptgürtels, der am 24. Oktober 1976 von dem dänischen Astronomen Richard Martin West am La-Silla-Observatorium der Europäischen Südsternwarte in Chile (IAU-Code 809) entdeckt wurde. Unbestätigte Sichtungen des Asteroiden hatte es schon vorher gegeben: am 24. Dezember 1929 (1929 XS) am Lowell-Observatorium in Arizona und im September 1963 (1963 RK) am Karl-Schwarzschild-Observatorium im Tautenburger Wald.
Der mittlere Durchmesser des Asteroiden liegt bei 34,20 (± 1,9) km, die Oberfläche ist mit einer Albedo von 0,0869 (± 0,010) dunkler als jede Planetenoberfläche im Sonnensystem im Durchschnitt. Die Rotationsperiode wurde von einem Team des Rose-Hulman Institute of Technology aus Terre Haute, Indiana untersucht mit Aufnahmen, die vom 11. bis 23. Februar 2012 mit dem 50-cm-Ritchey-Chrétien-Teleskop des Oakley Southern Sky Observatorys in Coonabarabran, New South Wales gemacht worden waren. Die Analysen ergaben eine Rotationsperiode von 12,141 (± 0,003) Stunden. Das Ergebnis hat jedoch eine Unsicherheit von bis zu 30 Prozent.
(2145) Blaauw wurde am 1. Juli 1979 auf Vorschlag von Richard Martin West nach dem niederländischen Astronomen Adriaan Blaauw (1914–2010) benannt.